# Франсишку ди Са ди Миранда
Франсишку ди Са ди Миранда (на португалски: Francisco de Sá de Miranda) (28 август 1495, Коимбра – след 17 май 1558) е португалски поет от Ренесанса. Въвежда в португалската литература италиански жанрове – сонети, еклоги и др.

## Биография
Франсишку ди Са ди Миранда е роден на 28 август 1495 г. в Коимбра, Португалия. Произхожда от благородническо семейство. Брат му е третият губернатор на Колониална Бразилия. Франсишку прекарва ранните си години по бреговете на река Мондегу, смятана за източник на вдъхновение на много други поети. Още като млад станал известен като автор на песни. Пътува до Италия през 1521 г., където контактува с много писатели и художници от Ренесанса като Витория Колона, Лудовико Ариосто и др. След завръщането си от Италия през 1526 г., на път към вкъщи, Ca ди Миранда посетил Испания и се срещнал с класическите писатели Хуан Боскан и Гарсиласо де ла Вега. Франсишку се завръща в родината през 1526 или 1527 г. и става приятел с Жуау III и с други благородници. Той е основател на съвременната поезия в италианското училище. Представител на хуманизма в Португалия. Оставя 189 творби – сонети, елегии, песни, писма (от тях 74 на испански език). Автор е на комедията в класически дух „Чужденците“ (1527).